# Велика Індонезія
Велика Індонезія (індонез. Indonesia Raya) — ірредентистська політична концепція, яка прагнула об'єднати так звану малайську расу шляхом об'єднання територій Нідерландської Ост-Індії (і Португальського Тимору) з Британською Малаєю та Британським Борнео. Наприкінці 1920-х років концепцію підтримали студенти та випускники Малайського коледжу для вчителів Султана Ідріса, а також особи з Суматри та Яви, зокрема 28 вересня 1950 року Мохаммад Натсір і Сукарно. «Indonesia Raya» («Велика індонезія») була прийнята як назва того, що пізніше стало національним гімном Індонезії в 1924 році.
У той час як визначення Великої Індонезії є послідовним, визначення Великої Малайї (малай. Melayu Raya) і пов'язаної з нею концепції малайського світу і царства (малай. Dunia Melayu і Alam Melayu) варіюється від практично синонімічного визначення Великої Індонезії до домінування, зосередженого на півострові.

## Стародавня і колоніальна морська Південно-Східна Азія
Стародавня концепція Нусантари підтримує історичне усвідомлення того, що територія Британської Малаї, Британського Борнео та Голландської Ост-Індії (приблизно морська Південно-Східна Азія) колись були об'єднані, особливо коли в 1824 році за Лондонським договором відбувся обмін владою між Великою Британією та Нідерландами, коли голландський колоніальний уряд замінив британський і став правити в Бенгкулу-Британській резидентській зоні, включно з районом Кепаксіан Паксі Пак Секала Брак в Бату Брак на острові Круї, Суматра, під корінними імперіями, такими як Шривіджая, Маджапагіт, і султанатами Малаккського султанату, Джохорського султанату та багатьох інших королівств на острові Борнео. Історія Шрівіджаї перетиналася з яванським королівством Маджапахіт (бл. 1293—1520 рр.). Перетин шляхів королівств Шрівіджая і Маджапахіт, двох історичних центрів сили в морській Південно-Східній Азії, схоже, призвів до такої боротьби за владу, яка визначала міжнародні відносини протягом століть. Постійною темою, яка накладає відбиток на історіографію Індо-Малайського архіпелагу, є конфлікт, породжений побоюваннями народів регіону щодо яванського домінування. Можна знайти багато інших прикладів, які ілюструють, як двір Маджапахітів на Яві намагався здійснювати вплив на малайські князівства. Виходячи з цього, ці історичні побоювання переслідували націоналістичні рухи, які агітували за Велику Індонезію та Велику Малаю.
Необхідно підкреслити три особливості колоніального внеску XIX і XX століть у розвиток «малайської раси». По-перше, у формулюванні Раффлза та деяких інших — формулюванні, яке було особливо впливовим — демографічні рамки, передбачені для «малайців», були відносно вузькими. Друга особливість колоніального формулювання полягає в тому, що поряд з відносно вузьким визначенням «малайця» за Раффлзом і вираженою зацікавленістю у визначенні расового походження, продовжували діяти й інші, більш м'які формулювання, хоча іноді й неофіційно. Пропагуючи малайську мову, голландці могли б просувати «малайців» як інклюзивний термін для позначення жителів «Індій» — але вони не зробили цього, оскільки нвживали слово тубільці (нід. Inlanders), а іноді й індійці (нід. Indier). Третя особливість колоніального впливу на формування «малайців», яку слід відзначити, має особливе значення, коли ми приходимо до проблем, що виникають під час поширення малайства в самій «малайській» спільноті: це те, що ідея «раси» налажела до егалітарної етики.
Пан-малайський союз ґрунтувався на розумінні схожості раси, спільності мови, релігії та культури між етнічними групами морської Південно-Східної Азії. Наприкінці 1920-х років ідея створення нової незалежної нації зростала серед населення Голландської Ост-Індії, особливо серед освічених прибумі (корінних індонезійців). На Малайському півострові запропонували ідею Великої Малайї. У Голландській Ост-Індії активна молодь індонезійських націоналістів була більш зацікавлена у створенні незалежної Індонезії. У 1928 році в Батавії (сьогодні Джакарта) індонезійські націоналістичні молодіжні активісти проголосили «Молодіжну обіцянку», в якій проголосили три ідеали: одна батьківщина, одна нація та підтримка однієї об'єднуючої мови. Малайська націоналістична група «Кесатуан Мелаю Муда», заснована в 1938 році Ібрагімом Якобом, була однією з найвідоміших організацій, що включила цю концепцію до своїх цілей

## Друга світова війна
Під час Другої світової війни прихильники Великої Індонезії співпрацювали з Японською імперією проти британців і голландців. Співпраця базувалася на розумінні того, що Японія об'єднає Голландську Ост-Індію, Малайю та Борнео та надасть їм незалежність. Було зрозуміло, що за умов об'єднаної японської окупації цих територій можливе утворення Великої Індонезії.
У січні 1942 року Кесатуан Мелаю Муда (КММ) попросив японців надати Малайї незалежність, яку японці обіцяли раніше. Це був перший запит на незалежність Малаї від політичного органу в масштабах Малаї. Проте запит було відхилено. Натомість японська влада розпустила Кесатуан Мелаю Муда та створила замість нього Малайську добровольчу армію.
У липні 1945 року Союз жителів Індонезійського півострова (Kesatuan Rakyat Indonesia Semenanjung, скорочено KRIS), назву якої пізніше буде змінено на «Kekuatan Rakyat Indonesia Istimewa» (Спеціальні індонезійські народні сили) було сформовано в Британській Малайї під керівництвом Ібрагіма Якоба та Бурхануддіна аль-Хельмі з метою досягнення незалежності від Великої Британії та союзу з Республікою Індонезія. Цей план був узгоджений із Сукарно та Гаттою.
12 серпня 1945 року Ібрагім Якоб зустрівся з Сукарно, Гаттою та доктором Раджіманом Ведіодінінгратом у Тайпінгу (Малайзія), Перак. Сукарно здійснив транзитну посадку в аеропорту Тайпін під час повернення із Сайгона до Джакарти. Раніше фельдмаршал Хісаїті Терауті викликав Сукарно в Далат, щоб обговорити незалежність Індонезії та отримати пряму заяву від Терауті про те, що Японська імперія дозволила незалежність Індонезії. Під час цієї зустрічі Якоб висловив намір об'єднати Малайський півострів у незалежну Індонезію. Саме під час цієї короткої конференції Сукарно в оточенні Гатти потиснув руку Ібрагіму Якобу і сказав: «Давайте сформуємо єдину Батьківщину для всіх синів Індонезії».
Сукарно і Мухаммад Ямін були індонезійськими політичними діячами, які погоджувалися з ідеєю цього великого союзу. Однак вони не хотіли називати цю ідею «Велика Малайя» і запропонували іншу назву, а саме «Велика Індонезія». По суті, і Велика Малайя, і Велика Індонезія — це однакові політичні ідеї. Небажання називати Велику Малаю через те, що вона відрізняється від Малаї, в Індонезії термін «малайський» більше стосується малайського племені, яке розглядається лише як одне з різних племен архіпелагу, що має рівне становище в регіонах Мінангкабау, Ачех, Ява, Сунда, Мадура, Балі, Даяк, Бугіс, Макассар, Мінахаса, Амбон і так далі. Об'єднання на основі раси або «малайської» етнічної групи може бути вразливим і контрпродуктивним з огляду на єдність Індонезії, яка включає різні етнічні групи, релігії, культури і раси, оскільки багато етнічних груп у Східній Індонезії, такі як папуаси, амбони і східні нуса тенгари, не належать до австронезійської малайської сім'ї, а до меланезійської.
Проте 15 серпня 1945 року імператор Хірохіто по радіо оголосив про капітуляцію Японської імперії. Відразу 17 серпня 1945 року Сукарно і Гатта проголосили незалежність Індонезії. Після того, як Індонезія проголосила свою незалежність, Кесатуан Мелаю Муда (KMM) була розчарована тим, що Малайя не була включена до складу Індонезії, і вони вимагали реалізації обіцянки Сукарно та інших індонезійських лідерів відповідно до дискусії в Тайпінгу, Перак.
Однак, оскільки ситуація була небезпечною, Сукарно і Гатта вирішили відкласти переговори про об'єднання Малайї. Сукарно попросив Ібрагіма Якуба на деякий час не повертатися до Малайї, оскільки ситуація в Малайї була хаотичною, а британська армія вже висадилася там, щоб знову окупувати колонію.
Звинувачений у колабораціонізмі, 19 серпня Ібрагім Якоб вилетів японським військовим літаком до Джакарти. Якоб знайшов притулок у Джакарті разом зі своєю дружиною Маріатун Хаджі Сірадж, зятем Онаном Хаджі Сіраджем і Хасаном Мананом. Ібрагім Якоб, який боровся за об'єднання Малайського півострова з Індонезією, жив у Джакарті до своєї смерті в 1979 році.
Після капітуляції Японії в серпні 1945 року колишні кадри Кесатуан Мелаю Муда сформували ядро нових політичних рухів, таких як Малайська націоналістична партія, Ангкатан Пемуда Інсаф і Ангкатан Ваніта Седар. Після падіння японської влади в серпні 1945 року, а її ключових прихильників у Малайї звинуватили як зрадників і японських колабораціоністів, ідеї союзу півострова з Індонезією потьмяніли і майже забулися на малайському півострові.
З іншого боку, після проголошення незалежності Індонезії шляхом дипломатії під час Індонезійської національної революції між 1945 і 1949 роками Республіка Індонезія остаточно отримала незалежність від Нідерландів під час нідерландсько-індонезійської конференції за круглим столом у 1949 році. В той час як через протоки, після японської окупації, Малайський півострів повернувся під британський контроль.

## Після Другої світової війни та протистояння
Після закінчення Другої світової війни про ідею Великої Індонезії не обговорювали майже п'ять років. В Індонезії, де можливість створення політичної одиниці, що охоплювала б як Голландський, так і Британський архіпелаг, протягом короткого часу розглядалася, а потім була відкинута, «малайська» ідея просто не була впливовою. Навіть коли розглядали об'єднану державу, її вважали «Великою Індонезією», а не «Великою Малаєю», і в декларації про незалежність Індонезії 17 серпня 1945 року використано фразу «Ми, Велика Індонезія». Правителів (королівський двір і кераджаан) звинувачували у співпраці з голландцями, які боролися за повернення контролю над імперією від Сукарно і республіки, а також засуджували як «відсталих» і таких, що «смердять» феодалізмом. Керівництво кераджаан на Суматрі та Калімантані було скомпрометоване своїми минулими зв'язками з голландцями, а потім участю в голландських спробах створити федеративний устрій наприкінці 1940-х років. 17 серпня 1950 року президент Сукарно офіційно розпустив Сполучені Штати Індонезії та створив унітарну Республіку Індонезія. 28 вересня 1950 року був захоплений Амбон і включений до Республіки Індонезія. Між 1950 і 1962 роками Сукарно готувався до вторгнення до Західної Нової Гвінеї під евфемізмом звільнення після того, як Нідерланди готувалися до самовизначення території Західної Нової Гвінеї. Після Нью-Йоркської угоди 1962 року НідерландськаНова Гвінея була передана Організації Об'єднаних Націй. Сукарно рішуче виступив проти британської ініціативи деколонізації, яка передбачала утворення Федерації Малайзії, яка включала б Малайський півострів і Північне Борнео. Така ворожа політична позиція призвела до індонезійсько-малайзійської конфронтації на початку 1960-х років, яке проявилося у неоголошеній війні з невеликими транскордонними битвами та військовим проникненням на Борнео. Сукарно звинуватив нову державу Малайзію в тому, що вона є британською маріонетковою державою, яка спрямована на встановлення неоімперіалізму та неоколоніалізму в Південно-Східній Азії, а також на стримування індонезійських амбіцій бути регіональною гегемонічною державою. Також було припущено, що кампанія Сукарно проти утворення Малайзії була мотивована бажанням відокремити Малайю, Північне Борнео, Саравак і Сінгапур як окремі країни, отже, не підкоряючись британській пропозиції щодо деколонізації, називаючи це неоколоніалізмом, зробленим британцями держави як способу поширення британської гегемонії в регіоні.
У Британській Малайї вважалося, що «малайці» встановили відносно сприятливі відносини з японцями під час японської окупації, що мало наслідки після капітуляції Японії. «Китайські» групи, які брали участь в антияпонському русі опору, помстилися «малайцям», які, на їхню думку, були інформаторами або просто співпрацювали з японцями. Через кілька місяців певна стабільність повернулася, частково тому, що британська військова адміністрація почала заохочувати султанів заспокоїти своїх підданих. Другою і не менш серйозною загрозою інтересам «малайців» було формулювання британського уряду щодо запровадження політичної структури, відомої як Малайський Союз, у якому султани більше не мали б суверенітету, а «малайці» втрачали б свій привілейований статус над громадян Китаю та іншими громадянами. Кампанія проти Малайського союзу, який зображували як загальну загрозу для «малайців» на всьому півострові, також була часом, коли концепція Великої Малаї значно зміцнилася. Це була не радикальна еліта — люди з Малайської націоналістичної партії, наприклад, які прагнули об'єднатися з Індонезією в «Велику Малаю» або «Велику Індонезію», — яка отримала керівництво цією кампанією, а більш консервативна Об'єднана малайська національна організація (UMNO), федерація організацій з різних султанатів або штатів Британської Малаї. Усю позицію монарха почали дедалі частіше описувати як, у кращому випадку, «символ» або «цемент», що допомагає утримувати «малайську расу» разом. Це був повний контраст зі старою формулою «кераджан», за якою піддані вважалися фактично втіленими в «раджі» — визначеними з посиланням на нього і такими, що живуть відповідно до адату (звичаю), який мислився як такий, що «перебуває в його руках». З одного боку, лідери UMNO прагнули надати бангсі півострівного фокусу і представляли себе захисниками її чистоти. З одного боку, лідери UMNO прагнули надати бангсі півостровного фокусу та представили себе захисниками її чистоти. Таким чином, вони відмежувалися від своїх опонентів з Малайської націоналістичної партії (MNP) — д-ра Бурхануддіна аль-Хелмі та інших, які, як і Ібрагім Якоб раніше, наголошували на ідеї «Великої Малаї», що охоплює весь архіпелаг, і навіть висловили готовність зробити малайську бангсу відкритою для «китайців» та інших іммігрантів. Однак, підкресливши цю відмінність між підходами UMNO та MNP, керівництво UMNO, схоже, також визнало і потурало реальній інклюзивності своєї бангси, орієнтованої на півострів.
У 1961 році Тунку Абдул Рахман очолив спробу розширити Малайську Федерацію, сподіваючись включити до неї Сінгапур, коронну колонію Саравак, Північний Борнео та Бруней — усі території, які раніше в тій чи іншій формі були під британською адміністрацією. Це продовження будівництва нації мало виразний «малайський» аспект. Малайська фраза, яку іноді використовували для опису нової «Малайзії», була «Melayu Raya» («Великої Малайзії»), яку використовував радикальний малайський лідер Ібрагім Якоб та інші для позначення набагато ширшої політичної схеми, яка охоплює всі територій як у британській, так і в голландській колоніальних сферах. У певному сенсі тунку викрали цю фразу для більш вузького бачення, але такого, у якому «півостровні малайці» (або, якщо бути точним, ті, хто готовий ідентифікувати себе як «півостровні малайці») мали б стати Кетуанан Мелаю. Створення Малайзії в 1963 році стало перемогою тих, хто виступав за «вужчу», зосереджену на півострові «малайську» бангсу — тих, хто відрізняв «малайців» від «яванців», «бугісів» та інших (хоча в той же час був схильний сприймати цих людей як рекрутів «малайської» ідентичності).
Щоб переконати обидві ці провінції погодитися приєднатися до «Малайзії», лідери півострова пішли на компроміси, щоб заспокоїти «не-малайські» народи, які підозрювали «малайський колоніалізм». Зокрема, англійська мова залишалася офіційною мовою; крім того, в Малайзії корінне населення Борнео отримало особливі привілеї, подібні до тих, що були надані їхнім побратимам буміпутра («синам землі»), «малайцям». Однак, незважаючи на ці примирливі кроки, «малайці» Борнео приєднувалися до держави, в якій домінували «малайці», де їхня малайська мова була державною, іслам — офіційною релігією, а національний уряд майже напевно просував би «малайський» порядок денний. Маючи справу з немусульманським населенням Сабаху, уряд часто поєднував ініціативи з розвитку з просуванням як ісламу, так і «малайськості», причому «розвиток» використовувався як «засіб проникнення в місцеві громади», а ідея вищої «малайської» цивілізації подавалася як у делікатний, так і в більш прямолінійний спосіб. Можливо, Бруней мав би з найбільшим ентузіазмом приєднатися до «Малайзійського» проекту, але Бруней не приєднався, бо було занепокоєння, що султан втратить повноваження в малайзійській структурі, а Бруней мав величезні нафтові багатства, які він хотів захистити. Ситуація ще більше ускладнилася через короткочасне повстання Азахарі в Брунеї 1962 року, яке набуло певного панархіпелагського бачення Ібрагіма Якоба та його прихильників. Коли британці повернулися до Сінгапуру після війни, вони не мали наміру включати Сінгапур до складу нової Малаї, а «малайське» керівництво півострова було занепокоєне впливом такої великої «китайської» громади на «етнічний баланс» нової держави. Але також існувало занепокоєння щодо залишення Сінгапуру незалежним (особливо з огляду на переважно «китайський» комуністичний рух на півострові), і, зрештою, включення територій Борнео, як очікувалося, повинно було певною мірою протидіяти «сінгапурсько-китайському» впливові.
Як ми бачили, інкорпорація кераджанських держав у Таїланді була довгим і часом неприємним процесом — і, на відміну від британців і голландців, тайське колоніальне панування (як його описують деякі представники «малайської» спільноти) не було скасоване. Навпаки, тайці в певний час активно насаджували тайську культуру. Опозиція тайському правлінню не була одностайною. Крім того, існував поділ між групами, які проводили кампанії проти тайського правління — одна група прагнула відновлення султанатів, друга наголошувала на «малайськості», а треті знову намагалися просувати більш релігійний порядок денний.
Наприкінці 1965 року невдала спроба перевороту Руху 30 вересня призвела до того, що в Індонезії був усунений від влади Сукарно і її захопив генерал Сухарто. Через цей внутрішній конфлікт Індонезія втратила бажання продовжувати свою ворожу політику проти Малайзії, і тому війна закінчилася. 28 травня 1966 року в Бангкоку відбулася конференція, на якій було укладено угоду між Федерацією Малайзії та Республікою Індонезія про врегулювання конфлікту. Насильство припинилося в червні, а мирна угода була підписана 11 серпня і офіційно визнана двома днями пізніше. Цим договором Індонезія та Малайзія офіційно погодилися бути двома окремими національними утвореннями, які взаємно визнали існування та суверенітет одна одної. Варто також зазначити, що, незважаючи на те, що їхня чисельність скоротилася, а ідеологія постраждала від урядових репресій, прихильники пан-єдності з Індонезією продовжували тиснути на уряд, очолюваний UMNO, щоб він прийняв більш примирливі підходи до Індонезії. Більше того, у коментарях також підкреслювався дедалі актуальніший вимір фактору спорідненості, який формувався у цих відносинах: необхідність зміцнення індо-малайської солідарності та ідентичності перед обличчям зростаючої політичної ваги їхніх відповідних внутрішніх китайських виборців. 28 вересня 1966 року Індонезія повернулася до членства в Організації Об'єднаних Націй, після чого відбулися тісніші зв'язки між Індонезією та Малайзією.

## Сучасні події
Після укладення мирної угоди між Індонезією та Малайзією Індонезія була зайнята власними внутрішніми проблемами, будуючи свою економіку, намагаючись зберегти свою єдність як різноманітної та множинної нації. У результаті під час правління Сухарто свобода і демократія були принесені в жертву в ім'я національної стабільності та єдності. У 1975 році Індонезія анексувала колишню португальську колонію Східний Тимор, яка остаточно здобула незалежність від Індонезії в 1999 році. Індонезія страждала від різних проблем, починаючи від економічної кризи, сепаратистських рухів у Ачеху та Західному Папуа до проблеми тероризму. Індонезія більше зацікавлена у визначенні себе як індонезійців, намагаючись розвинути національний характер, визначити себе як плюралістичну націю, інкапсульовану в національний девіз Bhinneka Tunggal Ika (єдність у різноманітності) під керівництвом Панкасіли як національної ідеології з територіальними претензіями лише від Сабанга в Ачеху до Мерауке в Папуа. Будучи найбільшою державою Південно-Східної Азії, Індонезія, схоже, задоволена тим, що спрямовує свої регіональні амбіції через взяття на себе лідерської ролі серед країн АСЕАН.
З іншого боку, Малайзія боролася за національне будівництво та стикалася з проблемами щодо альтернатив національного формату; між лівими борцями за республіку та правими традиційними роялістами. Залишки Кесатуана Мелаю Муда — прихильника об'єднання з Індонезією, який боровся за незалежність Малаї, прагнув утворення Великої Індонезії або Великої Малайзії, приєднання до республіки та спонукання до повалення монархії. Однак у той час більшість малайців підтримували традиційний інститут малайських правителів (монархії Малайзії) та іслам як національну ідеологію; що призвело до популярності Об'єднаної малайської національної організації (UMNO), яка боролася за підтримку традиційного інституту малайських правителів і особливого статусу ісламу.
Проблеми національної єдності в Малайзії також загострилися через міжрасову напруженість, особливо між малайською більшістю та китайськими та індійськими меншинами, головною проблемою, яка впливала на політику Малайзії до нашого часу. Расове питання та розбіжності щодо питань громадянства та привілеїв між Буміпутрою та китайцями та індійцями Малайзії були тими самими проблемами, які спричинили відокремлення Сінгапуру від Малайзії ще в 1960-х роках. До кінця 1960-х років в малайзійській політиці домінувала UMNO, тоді як їх суперники, прихильники республіки та союзу з Великою Індонезією, були затавровані як ліві, комуністи або навіть зрадники. У Північному Борнео королівська сім'я Брунею вирішила не слідувати за Сараваком і Сабахом у формуванні Малайзії та залишалася під захистом Великої Британії до 1984 року.
Оскільки обидві сторони були зайняті власними проблемами, вибираючи свій власний шлях національних систем, ідеал великого союзу, який об'єднав усю так звану малайську расу під одним великим національним утворенням під назвою Велика Малайя або Велика Індонезія, нарешті зник. геть, припинив своє існування і залишився ірредентистом. Однак термін «Indonesia Raya» досі використовується як національний гімн Індонезії, написаний у 1924 році.
Хоча Велика Індонезія як ірредентистський політичний рух майже припинила своє існування, ця ідея продовжує жити в душі людей. Одним із сучасних проявів є просування малайської мови як мови АСЕАН. У 2022 році Ісмаїл Сабрі Якоб, прем'єр-міністр Малайзії, запропонував використовувати малайську мову як другу мову АСЕАН. Ісмаїл Сабрі Якоб сказав, що Малайзія та Індонезія продовжуватимуть докладати зусиль для підвищення статусу малайської мови, яка одного дня може стати мовою АСЕАН.
Голова правління Dewan Bahasa dan Pustaka (DBP), д-р. Аванг Саріян зазначив, що домовленість, досягнута між Малайзією та Індонезією про продовження спільної роботи над підвищенням статусу малайської мови, збільшить шанси на її прийняття як мови АСЕАН та міжнародної мови, оскільки бахаса-мелаю (яка налічує близько 300 мільйонів носіїв) також використовується в Індонезії, Брунеї, Сінгапурі, Таїланді, Філіппінах, Камбоджі, Лаосі, В'єтнамі, М'янмі та Тіморі-Лешті, в той час як зусилля, спрямовані на те, щоб зробити бахаса-мелаю офіційною мовою АСЕАН, потребують рішучої підтримки з боку всіх малайськомовних країн. Надієм Анвар Макарім, міністр освіти, культури, досліджень і технологій Індонезії, зазначив, що він відхилив пропозицію посилити малайську мову як офіційну мову АСЕАН і мову-посередника, [і запропонував], щоб це прагнення було розглянуто та обговорено далі на регіональний рівень. Корнеліус Пурба, редактор The Jakarta Post, прокоментував, що малайзійський лідер хотів швидко залишити спадщину, міністр Надієм Макарім був рішучий у відмові від цієї ідеї, і це могло викликати непотрібні підозри з боку переважно буддистських країн, таких як Таїланд, В'єтнам, Камбоджа, Лаос., і М'янми, або з переважно католицьких Філіппін. Джоан Лін , дослідниця з Інституту Юсофа Ішака ISEAS, прокоментувала, що цю ідею, ймовірно, розглядатимуть як ще одну націоналістичну спробу Куала-Лумпура чи навіть самого Ісмаїла Сабрі заробити очки на внутрішньому фронті, але, можливо, підірвати зусилля щодо збереження регіональної стабільності. і порядок, і може відкрити шлях для поширення подібних запитів, які ллються через шлюзи. Рохіман Гарун прокоментував, що використання малайської мови на архіпелазі продовжуватиме зростати, і, подобається це індонезійцям чи ні, ця мова є глибоко вкоріненою мовою Великої Мелаї. Аргументами проти цієї пропозиції є те, що малайська мова не є широко розповсюдженою, як стверджується, оскільки індонезійська мова є 10-ю найпоширенішою мовою у світі, а не бахаса мелаю, що може бути випадком культурного привласнення, держави можуть інтерпретувати цей крок як форму політичного та культурного домінування, китайська мова є більш поширеною та визнаною на глобальній арені, це може призвести до розколу, держави-члени запитають, чому їхня мова не може бути другою, а також занепокоєння з приводу додаткових операційних витрат, таких як оплата праці письмових та усних перекладачів.